# The Mad Stuntman
The Mad Stuntman, artiestennaam van Mark Quashie (Port of Spain, 24 januari 1966), is een Trinidads-Amerikaans muzikant en zanger.

## Carrière
De artiestennaam van The Mad Stuntman is afkomstig uit de televisieserie The Fall Guy, waarin Lee Majors een stuntman en premiejager speelde. De artiest leerde in Brooklyn, waar hij woonde, de producer en dj Erick Morillo kennen via een gezamenlijke vriend, de Panamese reggaetonartiest El General. Morillo was op zoek naar een artiest die op zijn single "Go On Move" wilde zingen en op tournee mee zou gaan. "Go On Move" was in eerste instantie bedoeld voor de underground, maar mede door de ruige stem van The Mad Stuntman werd het in 1992 een wereldwijde hit. Het duo vormde samen uiteindelijk de groep Reel 2 Real featuring The Mad Stuntman.
Vanwege het succes van "Go On Move" groeide Reel 2 Real uit tot een mainstream act. De opvolger "I Like to Move It" uit 1993 werd de grooste hit van de groep en kwam op nummer 1 in diverse hitlijsten in Amerika en Europa, waaronder in zowel de Nederlandse Top 40 als de Mega Top 50. In 1994 werd het ook de enige hitnotering van Reel 2 Real in de Amerikaanse Billboard Hot 100, waar het tot plaats 89 kwam. In 2005 kwam het nummer opnieuw onder de aandacht vanwege het gebruik in de film Madagascar, waarin het werd gezongen door Sacha Baron Cohen als stem van koning Julien XIII.
Na de samenwerking met Reel 2 Real bracht The Mad Stuntman nog singles uit met onder meer zijn landgenoot Haddaway.

## Hitnoteringen

### Albums
| Album met eventuele hitnotering(en) in de Nederlandse Album Top 100 | Datum van verschijnen | Datum van binnenkomst | Hoogste positie | Aantal weken | Opmerkingen     |
| ------------------------------------------------------------------- | --------------------- | --------------------- | --------------- | ------------ | --------------- |
| Move It                                                             |                       | 29-10-1994            | 71              | 4            | met Reel 2 Real |

### Singles
| Single met eventuele hitnotering(en) in de Nederlandse Top 40 | Datum van verschijnen | Datum van binnenkomst | Hoogste positie | Aantal weken | Opmerkingen                                           |
| ------------------------------------------------------------- | --------------------- | --------------------- | --------------- | ------------ | ----------------------------------------------------- |
| I Like to Move It                                             |                       | 12-03-1994            | 1(4wk)          | 19           | Alarmschijf / met Reel 2 Real Nr. 1 in de Mega Top 50 |
| Go On Move                                                    |                       | 09-07-1994            | 10              | 7            | met Reel 2 Real Nr. 11 in de Mega Top 50              |
| Can You Feel It?                                              |                       | 15-10-1994            | 22              | 5            | met Reel 2 Real Nr. 20 in de Mega Top 50              |
| Raise Your Hands                                              |                       | 10-12-1994            | tip8            | -            | met Reel 2 Real                                       |

| Single met hitnotering(en) in de Vlaamse Ultratop 50 | Datum van verschijnen | Datum van binnenkomst | Hoogste positie | Aantal weken | Opmerkingen     |
| ---------------------------------------------------- | --------------------- | --------------------- | --------------- | ------------ | --------------- |
| I Like to Move It                                    |                       | 09-04-1994            | 1(5wk)          | 17           | met Reel 2 Real |
| Go On Move                                           |                       | 09-07-1994            | 16              | 9            | met Reel 2 Real |
| Can You Feel It?                                     |                       | 22-10-1994            | 25              | 8            | met Reel 2 Real |